# Hagemeyer (warenhuis)
Hagemeyer is een warenhuis in het  Minden in de Duitse regio Westfalen. Naast het stamhuis in Minden zijn er filialen in Stadthagen en Bad Oeynhausen.
Het warenhuis ontstond uit een kleine stoffen- en fourniturenwinkel, die in 1879 door Hermann Hagemeyer werd geopend aan de Hohnstrasse in Minden. Het stamhuis in Minden werd in 2008-2009 uitgebreid van 12.000 m² naar 20.000 m² en werd op 2 april 2009 heropend. Het complex heeft vijf verdiepingen en beschikt over een parkeergarage met 550 parkeerplaatsen. Het nieuwe gedeelte van 8.000 m² was een ontwerp van architectenbureau Blocher Partners en heeft een grote glazen voorgevel die aansluit op onder andere een bestaand gedeelte in een renaissancegebouw uit de 16e eeuw. Het warenhuis in Minden heeft diverse shop-in-the-shop winkels, waaronder Stadt-Parfumerie Pieper, Thalia en Depot.
Sinds 1938 heeft Hagemeyer een filiaal in Stadthagen. In 1958 werd het modehuis Prein und Klussmeier in Bad Oeynhausen overgenomen.
Het bedrijf is in handen van de vierde en vijfde generatie van de families Ahrens en Drabert.